# 舘内端
舘内 端（たてうち ただし、1947年〈昭和22年〉 - ）は、日本の自動車評論家、レーシングエンジニア。電動モビリティシステム専門職大学電気自動車システム工学部准教授。
東京大学宇宙航空研究所、株式会社ベルコでの勤務を経て、フリーランスとなった。

## 概要
群馬県出身の自動車評論家、レーシングエンジニアである。日本EVクラブ代表や日本カー・オブ・ザ・イヤー選考委員を務めた。初期の著作は、レース活動にまつわる内容のものだが、1990年代ごろからは、自動車にまつわる環境問題を技術的側面から捉えたものが多い。

## 来歴

### 生い立ち
群馬県桐生市出身。群馬県立桐生高等学校、日本大学理工学部機械工学科卒業。

### レース活動
東京大学宇宙航空研究所（現・文部科学省宇宙科学研究所）勤務の後、ベルコ入社。1977年からはフリーランスとして活動し、同年のF1日本グランプリでは高橋国光のチーフ・エンジニアを務める。1994年、ZEF（ゼロ・エミッション・フォーミュラ）を自費製作し、アメリカ合衆国の電気自動車レースに参戦、3位入賞を果たす。電動モビリティシステム専門職大学においては電気自動車システム工学部の准教授として着任した。

### 低公害車の普及活動
1994年10月、電気自動車レース参戦を機に、日本EVクラブを設立する。｢散々クルマで遊んできたことへの懺悔だ｣との思いから、電気自動車などの環境負荷の小さい自動車の普及や、省エネ運転の啓蒙活動などを行っている。1998年には、それらの活動に対して環境庁長官感謝状が授与された。

## 賞歴
- 1998年 - 環境庁長官感謝状[5]。

## 著書
- 高性能シャシーの研究（1982年、山海堂）
- ふしぎ!クルマの超能力―「走る」「曲がる」「止まる」の謎をとく69のカギ（1985年、講談社）
- 高性能エンジントレンド（1986年、グランプリ出版）
- クルマ新時代（1986年、グランプリ出版）
- ベンツとトヨタ（1987年、はまの出版）
- 2001年クルマ社会は崩壊する（1987年、三推社）
- 自動車進化論―最新テクノロジー（1987年、グランプリ出版）
- クルマの速さが見えてきた―「ドライビング・ハイ」を生むメカニズム（1989年、光文社）
- クルマ考現学（1992年、双葉社）
- クルマ運転秘術―ドライビングと身体・感覚・宇宙（1992年、勁草書房）
- マンセルが好きだ!（1992年、双葉社）
- 超絶 スキー&ドライブ論―モータージャーナリスト、雪に還る（1993年、スキージャーナル）
- 中年スキーのすすめ―男40代、奮闘のシュプール（1994年、スキージャーナル）
- さらば、F1グランプリの時代よ!（1994年、山海堂）
- 800馬力のエコロジー―From the Project “EV Le Mans 24 Hours”（1995年、ソニーマガジン）
- すべての自動車人へ―自動車の存亡と環境・エネルギー危機をめぐって（1999年、双葉社）
- ガソリン車が消える日（2000年、宝島社）
- 胸をはってクルマに乗れますか?―美しい自動車社会を求めて（2003年、二玄社）

二玄社発行の自動車雑誌NAVI誌上での連載をまとめたもの。
- ついにやってきた！電気自動車時代―EVが変える！暮らし・経済・社会（2010年、学研新書）

## 連載
- CAR GRAPHIC（二玄社、月刊誌）
- JAF MATE（日本自動車連盟の会報誌、高校時代の同級生、星野富弘との共同コラム）
- スキージャーナル（スキージャーナル社、月刊誌）